# Pistynka
Pistynka (ukr. Пістинька Pistyńka) – rzeka na Ukrainie, na Huculszczyźnie, przepływająca przez rejon kosowski i kołomyjski obwodu iwanofrankiwskiego. Prawy dopływ Prutu w dorzeczu Dunaju.

## Opis
Długość 56 km, powierzchnia dorzecza 661 km². Dolina w górnym biegu U-kształtna, o szerokości od 6-10 do 50 m, do wsi Mykietyńce — V-kształtna. Poniżej dolina trapezokształtna o szerokości 1,2—1,5 km. Szerokość terasy od 20-100 do 650 m. Koryto o średniej głębokości 10-20 m, na niektórych odcinkach do 45 m. Spadek rzeki 18 m/km. Na rzece znajduje się wiele wysp i kilka wodospadów.
Zasilanie mieszane, z przewagą deszczowego. Zamarza się w połowie grudnia, pokrywa lodowa ustępuje w 2. połowie marca. Woda wykorzystywana jest do celów gospodarczych i hodowli ryb.

## Położenie
Bierze początek ze źródeł, na wschodnich zboczach góry Wersalem (1406 m), w Beskidach Pokucko-Bukowińskich. Płynie początkowo głównie na północny wschód, w dolnym biegu na północ. Wpada do Prutu naprzeciwko południowej części Kołomyi.
W górnym biegu płynie przez tereny Parku Narodowego „Huculszczyzna”.

## Główne dopływy
Luczka (lewy), Brusturka (prawa).

## Osady
Pistynka przepływa przez takie miejscowości jak: Kosmacz, Prokurawa, Szeszory, Pistyń, Mykietyńce, Spas, Wierbiąż Niżny.

## Pistynka w Szeszorach
Około 9 km długości Pistynki przypada na wieś Szeszory. Geomorfologiczne cechy środowiska przyrodniczego tego terenu doprowadziły do powstania szeregu wodospadów, progów i bystrzyc. Wśród wodospadów największą turystyczną atrakcją mają Duży i Mały Huk. W pobliżu rzeki w Szeszorach istnieje baza turystyczna, a także wiele prywatnych hoteli. Okoliczne góry pokryte są lasami.

## Źródła
- Географічна енциклопедія України : у 3 т. / редколегія: О. М. Маринич (відпов. ред.) та ін. — К. : «Українська радянська енциклопедія» ім. М. П. Бажана, 1989.
- Чирков О. Українознавчий погляд на Міжнародний фестиваль етнічної музики та лендарту «Шешори» // Українознавство. — 2005. — Ч.3. — С. 202—207. [online], ualogos.kiev.ua [zarchiwizowane z adresu 2014-01-02].